# 匠町 (堺市)
匠町（たくみちょう）は、大阪府堺市堺区にある地名。丁を持たない単独町名である。住居表示は未実施。

## 地理
堺区の北西端に位置する。東で築港八幡町に接する。

### 海洋
- 大阪湾
  - 堺泉北港

## 歴史
当地は、かつて八幡製鐵堺製鐵所の構内にあり、町名も築港八幡町であった。堺製鐵所が規模を大幅に縮小したため、遊休地となった当地には、2009年（平成21年）、シャープが堺工場を開設した。この投資は、同社の経営危機の一因となった。2016年（平成28年）、シャープの経営再建のため、同社の本社は、大阪市阿倍野区長池町から当地に移転した。

### 沿革
- 2008年（平成20年） - 堺市堺区築港八幡町の一部より成立[6][7]。

## 世帯数と人口
2024年（令和6年）3月31日現在の世帯数と人口は以下の通りである。
| 町名 | 世帯数 | 人口 |
| ---- | ------ | ---- |
| 匠町 | 95世帯 | 98人 |

## 学区
市立小・中学校に通う場合、学区は以下の通りとなる。
| 町名 | 番地 | 小学校           | 中学校           |
| ---- | ---- | ---------------- | ---------------- |
| 匠町 | 全域 | 堺市立三宝小学校 | 堺市立月州中学校 |

## 事業所
2021年（令和3年）現在の経済センサス調査による事業所数と従業員数は以下の通りである。
| 町名 | 事業所数 | 従業員数 |
| ---- | -------- | -------- |
| 匠町 | 49事業所 | 3,095人  |

2016年（平成28年）以来、シャープが当地に本社を置いている。

## 交通

### バス
- 南海バス[10]

| 停留所   | のりば    | 系統                    |
| -------- | --------- | ----------------------- |
| 匠町     | 1番のりば | 91・91急行              |
| 匠町     | 2番のりば | 81・83・84・85          |
| 匠町     | 3番のりば | 81L・83L・84L・85L・86L |
| 海浜匠町 | 1番のりば | 81・83・84・85          |
| 海浜匠町 | 2番のりば | 54                      |
| 海浜匠町 | 3番のりば | 51                      |

## 施設
- シャープ堺工場
- 海とのふれあい広場
- 堺万博P&R駐車場A - 2025年日本国際博覧会（大阪・関西万博）来場者向け駐車場。万博会場までシャトルバスで結ばれている[11]。

## 郵便
- 郵便番号：590-0908[3]（集配局：堺郵便局[12]）。

## ギャラリー

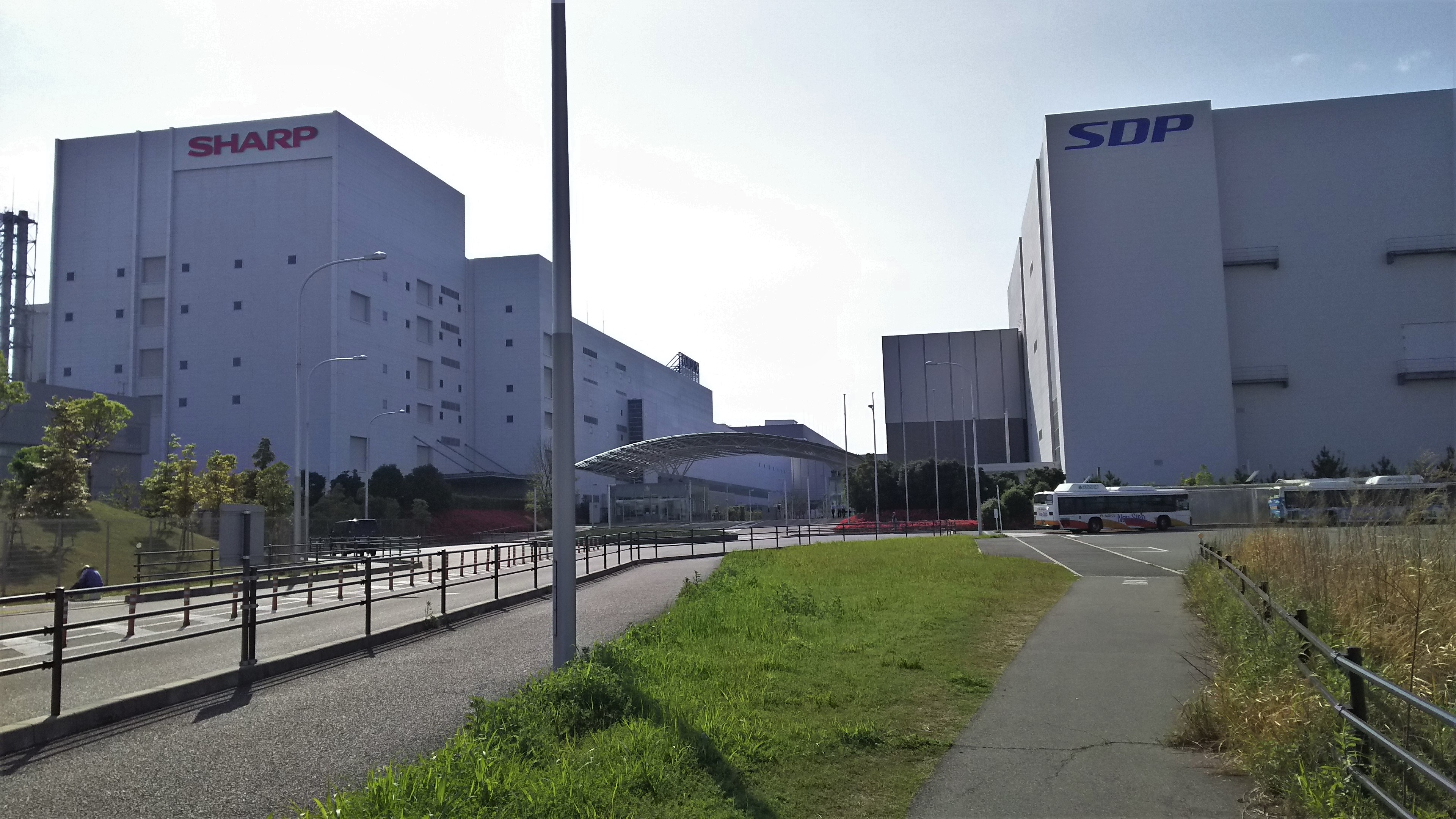
シャープ堺工場